# 짧은코과일박쥐속
짧은코과일박쥐속(Cynopterus)은 큰박쥐과에 속하는 박쥐 속의 하나이다. 7종으로 이루어져 있다.

## 특징
보통 크기의 박쥐다. 작은과일박쥐의 전완장이 61.9mm이고 호스필드과일박쥐의 전완장이 89.5mm이다. 몸무게는 최대 70g이다. 짧고 무성한 털이 앞다리까지 덮여 있다. 등쪽은 대체로 갈색과 올리브색이지만 배쪽은 좀더 밝은 색을 띤다.

## 분포
인도부터 필리핀과 소순다 열도까지 동남아시아에 널리 분포한다.

## 하위 종
7종이 알려져 있다.
- 어금니 모양이 타원형이다.
  - 작은짧은코과일박쥐 (C. brachyotis)
  - 페테르스과일박쥐 (C. luzoniensis)
  - 작은과일박쥐 (C. minutus)
  - 누사틍가라짧은코과일박쥐 (C. nusatenggara)
  - 큰짧은코과일박쥐 (C. sphinx)
  - 인도네시아짧은코과일박쥐 (C. titthaecheilus)
- 어금니 모양이 사각형이다.
  - 호스필드과일박쥐 (C. horsfieldii)